# Simpsonotus
Simpsonotus — вимерлий рід нотоунгулят родини Henricosborniidae середнього та пізнього палеоцену Південної Америки. Скам'янілості представників роду були знайдені у формації Меалла, річковій та озерній осадовій одиниці басейну Сальта на північному заході Аргентини.

## Опис
Череп Сімпсонота був схожий на череп Нотостілопа, але з більш коротким і круглим обличчям. Рід містить два види; типовий вид S. praecursor і подвійний S. major, обидва описані Pascual et al. в 1978 році.